# Sylabotónický verš
Sylabotónický verš (také slabičně-přízvučný verš, tónosylabický verš apod., někdy nepřesně přízvučný verš, kteréžto označení se ale užívá i pro tónický verš) je verš, u něhož záleží na počtu slabik ve verši a uspořádání přízvučných a nepřízvučných slabik ve verši (slabiky ve verši se člení do tzv. stop). Naopak sylabotónický verš nepracuje s délkou samohlásek. Sylabotónický verš často užívá rým a také aliteraci, ne nutně však vždy, občas užívá i cézuru.
Sylabotónický verš je standardním veršem klasické české poezie, dále je užíván v anglické literatuře, německé literatuře a obecně mnoha světových literaturách. V různých jazycích je kladen různý důraz buď na jeho sylabickou složku, tj. počet slabik (čeština) nebo složku tónickou, střídání přízvuků (ruština, němčina). Například stará ruská literatura užívala tónický verš, s volným počtem slabik, novodobá ruské poezie pak přešla k sylabotónickému verši, kde je sice počet slabik normován ale může být porušen bez větší ztráty libozvučnosti. Naopak stará česká lidová poezie používala sylabický verš (jako polština), a tak v češtině bývá ideální metrické schéma relativně často porušováno, protože výrazným nositelem verše stále zůstává harmonizace počtu slabik a skupin hlásek. Oproti tomu němčina rýmy prakticky nevyužívá a nutně tak musí klást větší důraz na přízvuk, podobně jako ruština. V klasické anglické poezii jsou obě složky sylabotónického verše přibližně stejně významně.

## Příklady
Dál, jak jeho slunci roje

nebes modrou nádherou, 

spějte, bratří, drahou svou 

směle, jak by rek šel v boje. 

(Friedrich Schiller: Óda na radost, překlad Pavel Eisner. V rámci lepší přehlednosti jsou přízvučné slabiky vyznačeny tučným písmem.)
«Мой дядя самых честных правил,
Когда не в шутку занемог,
Он уважать себя заставил
И лучше выдумать не мог;
Его пример другим наука;
Но, Боже мой, какая скука
С больным сидеть и день и ночь,
Не отходя ни шагу прочь!
Какое низкое коварство
Полуживого забавлять,
Ему подушки поправлять,
Печально подносить лекарство,
Вздыхать и думать про себя:
Когда же чёрт возьмет тебя!»
(Alexandr Sergejevič Puškin, Evžen Oněgin, sloka první (čtyřstopý jamb).